# Танкосин гроб
Танкосин гроб је важан оријентир на планини Тари. Налази се у атару засеока Секулић, на раскрсници путева од којих један води за Митровац на Тари (5 км), други према Секулића водама (2 км) и Мокрој Гори (15 км), а трећи према Врлешу (2 км). Уцртан је у све топографске карте и планинарске стазе по планини Тари. Усамљени гроб, што није чест српски обичај, тако је постао оријентир.
Танкоса Јелисавчић је сахрањена на месту где се, према предању - смрзла, зиме 1883. године. Пошто на гробу пише да је поживела 60 година – година рођења јој је 1823. Била је удовица Павла Јелисавчића познатог хајдука, а споменик јој је подигао син.